# Кръвта на Олимп
Кръвта на Олимп (на английски: The Blood of Olympus) е петата книга от поредицата „Героите на Олимп“ на писателя Рик Риърдън, публикувана на 7 октомври 2014 г.

## Сюжет
Гигантите на Гея набират все по-голяма мощ. Те трябва да бъдат спрени веднъж и завинаги, преди богинята Майка да изпълни пъкления си план и да пренесе в жертва двама герои. Тя се нуждае от тяхната кръв – кръвта на Олимп, за да се събуди.
Бъдещето предвещава ужасяващи битки в лагера на нечистокръвните. Боговете, които все още страдат от раздвоение на личността, са безполезни. Дали няколко млади герои биха могли да се опълчат срещу цяла армия от мощните гиганти на Гея? Друг изход няма, защото, ако Гея се събуди, всичко приключва.
Поредицата за Олимп завършва с кръв.

## Основни герои
- Пърси Джаксън (бивш Претор на лагера Юпитер; син на Посейдон)
- Анабет Чейс (дъщеря на Атина)
- Джейсън Грейс (бивш Претор на лагера Юпитер; син на Юпитер)
- Лио Валдес (син на Хефест)
- Пайпър Маклийн (дъщеря на Афродита)
- Франк Занг (Претор на лагера Юпитер, син на Марс)
- Хейзъл Левеск (дъщеря на Плутон)
- Нико ди Анджело (син на Хадес)
- Глийсън Хедж (сатир)
- Гея (Майката Земя)
- Рейна Авила Рамирес-Арелано (Претор на лагера Юпитер, дъщеря на Белона)